# Mieleszyn
Mieleszyn (deutsch: Hohenau; 1943–1945 Wulfgrammsau) ist ein Dorf und Sitz der gleichnamigen Landgemeinde in Polen. Der Ort liegt im Powiat  Gnieźnieński der Woiwodschaft Großpolen. 

## Gemeinde
Zur Landgemeinde Mieleszyn gehören 15 Ortsteile (deutsche Namen, amtlich bis 1945) mit einem Schulzenamt:
| - Borzątew - Dębłowo - Dobiejewo (Dobiejewo) - Dziadkówko - Karniszewo (Karniszewo) | - Kowalewo (Kowalewo) - Łopienno (Łopienno) - Mieleszyn (Hohenau) - Mielno (Mielno) - Popowo-Ignacewo | - Popowo Tomkowe - Przysieka (Przysieka) - Sokolniki (Falkenau) - Świątniki Małe - Świątniki Wielkie |

Weitere Ortschaften der Gemeinde sind Dziadkowo, Kowalewko, Nowaszyce und Popowo Podleśne.

## Verkehr
Mieleszyn hatte einen Bahnhof an der Bahnstrecke Oleśnica–Chojnice, ein weiterer befand sich im Ortsteil Świątniki Małe.